# Ferrarelle Società Benefit
Ferrarelle Società Benefit (fino al 2021 Ferrarelle S.p.A.)è un'azienda italiana attiva, principalmente nella produzione di acqua minerale, facente parte del gruppo finanziario italiano LGR Holding. La sede legale è situata a Roma, mentre la sede amministrativa è a Riardo.

## Storia
Nel gennaio del 2005 la L.G.R. Holding, un gruppo finanziario con sede a Napoli, acquisisce dal gruppo francese Danone la  Italaquae S.p.A., controllata dell'azienda francese a capo di diversi marchi di acqua minerale italiani. L'operazione, gestita dalla Vitale & Co e supportata da Banca Intesa, costò circa 100 milioni di euro, trasferendo sotto il controllo dell'azienda italiana i marchi Boario, Ferrarelle, Natìa e Santagata e la licenza di distribuzione per il mercato italiano dei marchi Vitasnella ed Evian. Tre mesi più tardi, nel marzo del 2005, il gruppo decide di cambiare denominazione all'azienda, facendo nascere la Ferrarelle S.p.A., identificandosi, così, col marchio più celebre.  Il 18 gennaio 2012 l'azienda completò l'acquisto, per 5 milioni di euro, del marchio Vitasnella, di cui era licenziataria. Il 7 agosto 2017, l'azienda si espanse in un settore diverso, acquisendo il marchio di cioccolata Amedei. Nel 2021 cambia ragione sociale e denominazione diventando una società benefit

## Marchi
L'azienda produce e distribuisce diversi marchi alimentari:
- Boario (2005): marchio di acqua minerale di Darfo Boario Terme.
- Ferrarelle (2005): marchio di acqua minerale fondato nel 1893 a Riardo. mediamente costitutisce circa il 50% del fatturato, rappresentando il marchio principale dell'azienda[3].
- Fonte Essenziale (2005): marchio di acqua minerale termale di Boario Terme.
- Natìa (2005): marchio di acqua minerale di Riardo; è la versione liscia dell'acqua Ferrarelle.
- Roccafina (2005): marchio di acqua minerale effervescente naturale di Roccamonfina.
- Santagata (2005): marchio di acqua minerale di Rocchetta e Croce.
- Vitasnella (2012): marchio di acqua minerale di Monte Altissimo.
- Amedei (2017): marchio di pasticceria specializzato in cioccolato fondato nel 1990 a Pontedera.